# Malveira e São Miguel de Alcainça
Malveira e São Miguel de Alcainça (llamada oficialmente União das Freguesias de Malveira e São Miguel de Alcainça) es una freguesia portuguesa del municipio de Mafra, distrito de Lisboa.

## Historia
Fue creada el 28 de enero de 2013 en aplicación de una resolución de la Asamblea de la República de Portugal promulgada el 16 de enero de 2013 con la unión de las freguesias de Malveira y São Miguel de Alcainça, pasando su sede a estar situada en la antigua freguesia de Malveira.

## Demografía
| Gráfica de evolución demográfica de Malveira e São Miguel de Alcainça entre 2011 y 2021 |
|                                                                                         |
| Datos según el nomenclátor publicado por el INE portugués.                              |